# Waveboard

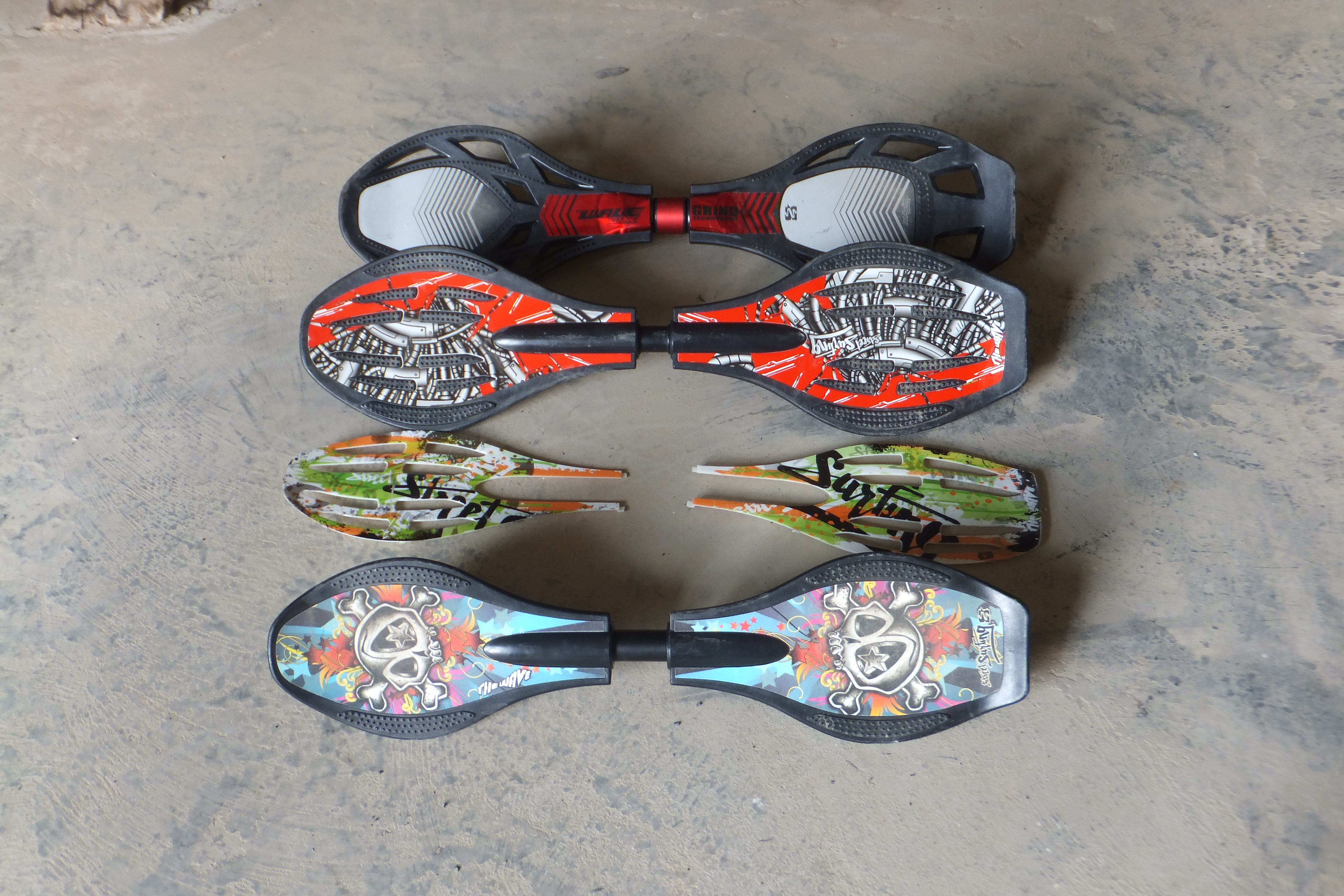
Waveboards, sua parte superior e barra de torção, unindo as plataformas.

O Waveboard é um veículo de duas rodas, movido a energia de um indivíduo. É considerado um tipo de skate, mas diferenciando-se principalmente por poder manter sua velocidade sem a necessidade de o condutor remover os pés da plataforma.

## Movimento

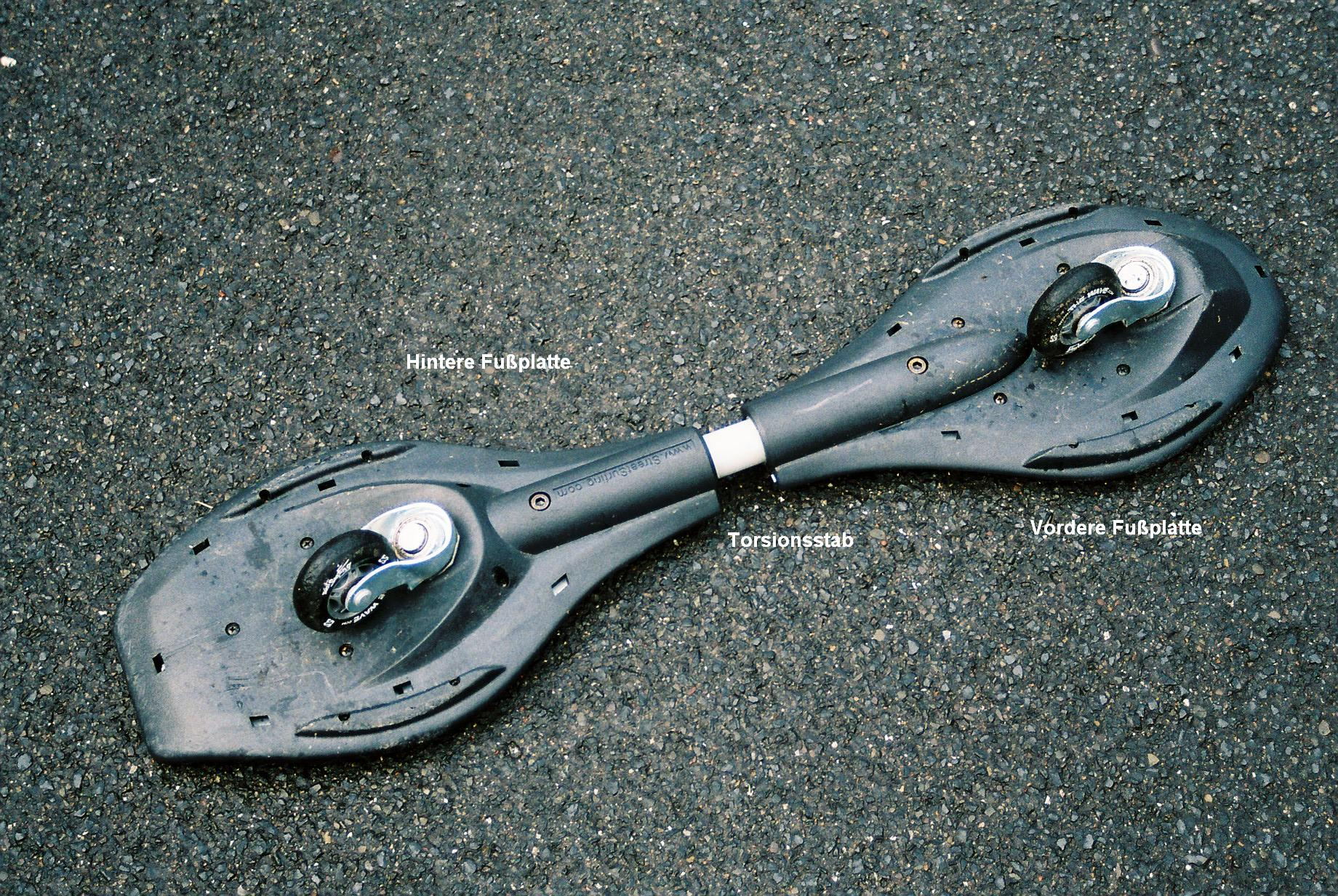
Ilustração.

O impulso é dado realizando-se um movimento característico com as pernas e o quadril. Devido a esse movimento, que imprime um padrão ondulatório na sua trajetória, o Waveboard recebeu esse nome. Outros nomes dados a ele são Casterboard, Vigorboard e Ripstick (alguns deles, de cunho mais comercial). Devido a características específicas em sua construção, os waveboards podem realizar facilmente curvas bastante fechadas, normalmente não possíveis de se realizar em skates tradicionais. Entretanto, muitas manobras comuns podem se tornar mais difíceis de realizar. 

## Construção

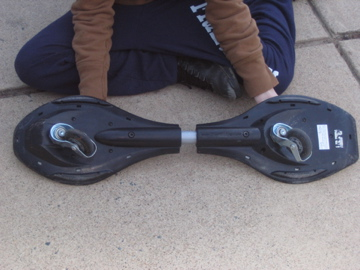
Parte inferior do Waveboard, mostrando as rodas e eixos.

O corpo do waveboard é feito normalmente em plástico ABS, bastante resistente. Os mais comuns são compostos por duas plataformas para os pés, unidas por uma barra de torção feita em aço. Essa barra permite que as plataformas girem verticalmente (em um ângulo limitado) uma em relação à outra. Esse giro é o que ocasiona a impulsão do veículo. Entretanto, há opções em corpo único (sem a barra de torção). Nesses casos o giro das plataformas é feito pela torção na própria estrutura do Skate. Cada uma das plataformas contém uma roda de poliuretano, presa em um eixo capaz de girar em 360 graus (rodízio).
Apesar de serem resistentes, o limite de peso que os waveboads suportam é menor que seus primos tradicionais. É comum em diversos fabricantes o limite de 110Kg. 

## Segurança
Como em qualquer skate, as quedas são comuns, principalmente em iniciantes, ou mesmo veteranos que estejam aprendendo novas manobras. Por esse motivo, o uso de capacete, joelheiras cotoveleiras e luvas é recomendado. 